# Síndrome de CREST
La forma sistemica de esclerodermia a menudo es llamada síndrome de CREST. CREST es un acrónimo de los nombres en inglés de los cinco rasgos característicos clínicos principales:
- Calcinosis cutis (‘calcificación’ (depósitos de calcio)).
- Raynaud's syndrome (‘síndrome de Raynaud’).
- Esophageal dysmotility (‘dismotilidad esofágica’ (disfunción esofágica)).
- Sclerodactyly (‘esclerodactilia’).
- Telangiectasia (‘telangiectasia’ (dilatación de pequeños vasos)).

## Descripción
Es una enfermedad inflamatoria reumática sistémica, y por lo general causa más patologías además de los 5 síntomas listados arriba. Está asociada a anticuerpos anti-centrómeros, y por lo general afecta pulmones y riñones.
Los pacientes con síndrome de CREST de manera habitual y de forma progresiva producen hipertensión de arteria pulmonar que puede causar paro cardíaco. La trombosis de vasos sanguíneos y la arteriosclerosis también han conducido a la necesidad de la amputación de dedos[cita requerida]. Las llagas expuestas en miembros inferiores pueden ser resultado de la ruptura de vasos sanguíneos y atrofia de la piel, conduciendo a infecciones crónicas. Otros síntomas de pacientes con síndrome de CREST pueden ser la fatiga, debilidad, disnea, vértigo y mala curación de las heridas.

## Origen
El origen del síndrome de CREST está en una producción de anticuerpos antinucleares (ANA) y anticentrómeros y ha sido relacionado con infecciones por Borrelia burgdorferi. Por lo tanto se cree que las células plasmáticas que producen estos anticuerpos han sido estimuladas antes por una infección, aunque no todos los pacientes con el síndrome de CREST han tenido infección previas por Borrelia.
No hay cura para esta enfermedad como no la hay para la esclerodermia en general. Ésta progresa despacio y debe de ser examinada y tratada con inmunosupresores y otros medicamentos en cuanto se diagnostique.

## Diagnóstico
Actualmente solamente dos de los criterios bastan para hacer el diagnóstico de CREST (CREST incompleto).
Como en otras enfermedades del colágeno o autoinmunes, un síndrome CREST puede encontrarse con manifestaciones sistémicas (a nivel cardiovascular, renal, neurológico, muscular, y respiratorio).
La causa del CREST no se conoce con claridad, y su tratamiento está orientado a paliar los síntomas de las diferentes entidades que comprende.